# Walter Feit

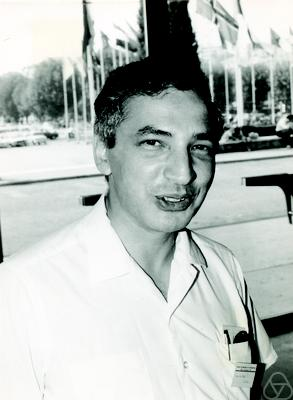
Walter Feit in 1970

Walter Feit (Wenen, 26 oktober 1930 - Branford, 29 juli 2004) was een in Oostenrijk geboren Amerikaans wiskundige, die voornamelijk werkte op het gebied van de eindige groepentheorie en de representatietheorie.
Hij werd geboren in Wenen in een Joodse familie. Zijn ouders, die tijdens de oorlog werden vermoord, stuurden hem in 1939 als onderdeel van een kindertransport naar Engeland. Na de Tweede Wereldoorlog in 1946 verhuisde hij naar de Verenigde Staten, waar hij studeerde aan de Universiteit van Chicago. Hij promoveerde aan de Universiteit van Michigan. In 1952 werd hij professor aan de Cornell Universiteit en in 1964 werd hij hoogleraar aan de Yale-universiteit.
Zijn beroemdste resultaat is zijn gezamenlijke, met John Griggs Thompson gevonden bewijs van de stelling van Feit-Thompson, dat alle eindige groepen van oneven orde oplosbaar zijn. Op het moment dat dit bewijs werd gepubliceerd was het waarschijnlijk het meest 
gecompliceerde en moeilijkste wiskundig bewijs dat ooit was voltooid. Feit publiceerde bijna honderd andere artikelen, meestal over de eindige groepentheorie, de karaktertheorie en de modulaire representatietheorie. Een ander regelmatig thema in zijn werk was de studie van lineaire groepen van kleinere graad, dat wil zeggen eindige groepen van matrices in lagere dimensies. Het was vaak het geval dat, terwijl de conclusies betrekking hadden op groepen van complexe matrices, de gebruikte technieken uit de modulaire representatietheorie kwamen.
Ook schreef hij de boeken 
De representatietheorie van eindige groepen ISBN 0-444-86155-6 en
Karakteristieken van eindige groepen, wat nu standaardwerken waren op het gebied van de karakteristiektheorie, met inbegrip van behandelingen van modulaire vertegenwoordigingen en modulaire karakters.
Hij werd bekroond met de Cole-prijs door de American Mathematical Society in 1965, en werd verkozen in de United States National Academy of Sciences en de American Academy of Arts and Sciences. Hij diende ook als vicevoorzitter van de Internationale Wiskundige Unie.